# Moravac
Moravac (cyr. Моравац) – wieś w Serbii, w okręgu niszawskim, w gminie Aleksinac. W 2011 roku liczyła 1744 mieszkańców.